# Luigi Colombi
Luigi Colombi, né le 10 août 1851 à Bellinzone (originaire du même lieu) et mort le 18 décembre 1927 dans la même ville, est une personnalité politique suisse, membre du Parti libéral-radical.
Il est membre du Conseil d'État du canton du Tessin de 1890 à 1905, à la tête du département de justice et police et du département militaire.

## Biographie

### Origines et famille
Luigi Colombi, également connu sous le nom de Louis Colombi, naît le 10 août 1851 à Bellinzone, dans le canton du Tessin. Il est originaire du même lieu. Son père, Carlo, est un typographe et éditeur originaire de Milan et exilé au Tessin à la suite des mouvements insurrectionnels de 1848. Sa mère est née Teresa Cortesi. Il a un frère cadet,, Emilio, qui exerce plus tard la profession de journaliste et est accusé d'espionnage pendant la Première Guerre mondiale et de haute trahison en 1935 en raison de ses activités pro-facistes, et une sœur cadette, Elia, qui exerce plus tard la profession de libraire.
Il épouse Maria Hofer à Lausanne en 1879. L'un de leur fils, Carlo Colombi (de), est professeur à l'École polytechnique fédérale de Lausanne et une autorité reconnue en matière de thermodynamique. Un autre de leur fils, Sergio, préside le conseil d'administration de la Banca Unione di Credito (en).

### Études, grade militaire et parcours professionnel
Il fait des études de droit à Berne et Heidelberg, jusqu'à obtenir un doctorat.
Il atteint le grade de lieutenant-colonel à l'armée et y sert dans l'infanterie.
Après un stage à Bellinzone, il est nommé secrétaire de chancellerie au Tribunal fédéral, fonction qu'il occupe de 1875 à 1890. Il y est ensuite juge suppléant de 1895 à 1900. Il échoue d'une voix (84 contre 85) en 1892 face à son concurrent du Parti conservateur à se faire élire juge ordinaire au Tribunal fédéral.
Entre 1894 et 1896, il fait partie de la commission d'experts chargée de rédiger le premier projet de code pénal suisse.
Il élabore et traduit de nombreux codes, commentaires, lois et règlements.
Il est également rédacteur avec Stefano Gabuzzi (de) du Repertorio di giurisprudenza patria de 1880 à 1898, collaborateur du Journal des tribunaux et de la Semaine judiciaire de Lausanne, directeur du journal Il Dovere de 1905 à 1919, organe de son parti, et correspondant de dizaines de journaux suisses et étrangers, notamment de la Gazette de Lausanne, de la Gazzetta del Popolo, du Resto del Carlino et de la Neue Zürcher Zeitung.

### Parcours politique
Membre du Parti libéral-radical, il exerce la fonction de conseiller d'État du canton du Tessin de 1890 à 1905, dans le premier gouvernement cantonal qui suit la Révolution tessinoise,. Il est à la tête du département de justice et police et du département militaire, où il accomplit un grand travail de modernisation législative. Il doit engager les procès sur les cas de corruption électorale survenus en 1889 mais met tout en œuvre auprès du Conseil fédéral pour ne pas le faire. Il doit également gérer le contentieux entre la Banque cantonale du Tessin et le canton à la suite des malversations du caissier cantonal Luigi Scazziga en 1890. Il préside le gouvernement tessinois à trois reprises, en 1894, en 1897 et en 1901.
Il est député au Grand Conseil du canton du Tessin de 1905 à 1927 et conseiller municipal (exécutif) de Bellinzone de 1909 à 1919.

### Maladie et mort
Il est aveugle et quasiment paralysé pendant les trente dernières années de sa vie. Il meurt le 18 décembre 1927 à Bellinzone.

## Distinction
- 1925 : doctorat honoris causa en droit et en sciences politiques de l'Université de Zurich[13]